# Ichneumon vaucheri
Ichneumon vaucheri là một loài tò vò trong họ Ichneumonidae.